# Popoli
Popoli es una comuna y un pueblo en la provincia de Pescara en la región de Abruzos en Italia.  

## Historia
Su nombre en latín era Castrum Properi, nombre que desde 1016 aparece registrado como propiedad de Girardo, hijo de Roccone.  El castillo que domina el pueblo fue construido entre el año 1000 y el 1015 por Tidolfo, Obispo de Valva.
Durante la Segunda Guerra Mundial Popoli fue bombardeado en dos ocasiones por la Fuerza Aérea Británica. El 20 de enero de 1944, fue destruido el puente más importante de la región, el puente "Julio Caesar" que conectaba a Roma con Pescara. La noche del 22 de marzo de 1944 el centro de la ciudad y la sede del gobierno local fueron destruidos luego de un bombardeo por parte de los ingleses.

## Evolución demográfica
| Gráfica de evolución demográfica de Popoli entre 1861 y 2001 |
|                                                              |
| Fuente ISTAT - elaboración gráfica de Wikipedia              |